# Natureman
Le Natureman est une compétition de triathlon longue distance créée en 2012 et  qui se pratique sur la distance half Ironman (2 km de natation, 90 km de vélo, 20 km de course à pied). Elle se déroule au début du mois d'octobre sur la commune  des Salles-du-Verdon dans le département du Var en France.

## Histoire
Créé en 2012 à l'initiative d'Eric Amatteis et faisant suite à un projet qu'il soutient depuis 2009, le triathlon du Verdon Natureman est organisé sous l'égide de la Team Verdon Oxygène. 
Lors de sa 1re édition, plus de 800 triathlètes s’élancent dans le Lac de Sainte-Croix. Le triathlète espagnol Marcel Zamora Perez remporte cette première édition en 4 h 13 min 40 s pour les hommes et c'est la Française Delphine Pelletier en 4 h 40 min 25 s qui s'impose pour les femmes.

## Palmarès
| Année | Vainqueur homme           | Vainqueur homme | Vainqueur femme    | Vainqueur femme |
| ----- | ------------------------- | --------------- | ------------------ | --------------- |
| 2024  | Théo Debard               | 4 h 12 min 45 s | Héloïse Bottin     | 5 h 13 min 46 s |
| 2023  | Dylan Magnien             | 4 h 23 min 20 s | Agathe Renaud      | 5 h 26 min 50 s |
| 2020  | Thomas Huwiler            | 4 h 31 min 2 s  | Charlotte Morel    | 5 h 8 min 3 s   |
| 2019  | Victor Del Corral Morales | 4 h 35 min 3 s  | Charlotte Morel    | 5 h 12 min 46 s |
| 2018  | Pierre André Anizan       | 3 h 16 min 53 s | Emma Bilham        | 3 h 37 min 29 s |
| 2017  | Arnaud Guilloux           | 4 h 13 min 6 s  | Manon Genêt        | 4 h 48 min 18 s |
| 2016  | Kevin Rundstadler         | 4 h 13 min 47 s | Jeanne Collonge    | 4 h 42 min 57 s |
| 2015  | Mike Aigroz               | 4 h 4 min 36 s  | Joanne Duval       | 4 h 49 min 0 s  |
| 2014  | Marcel Zamora Pérez       | 4 h 14 min 58 s | Charlotte Morel    | 4 h 47 min 29 s |
| 2013  | Albert Moreno Molins      | 4 h 13 min 40 s | Céline Bousrez     | 4 h 49 min 38 s |
| 2012  | Marcel Zamora Pérez       | 4 h 15 min 28 s | Delphine Pelletier | 4 h 40 min 25 s |